# Alberto Giovannetti
Alberto Giovannetti (ur. 1913 w Sabinie, zm. 1989) – włoski duchowny katolicki i dyplomata watykański, stały obserwator Stolicy Apostolskiej przy ONZ, członek Opus Dei.
Był sekretarzem papieża Piusa XII. W roku 1940 ukończył Papieską Akademię Kościelną. W czasie drugiej wojny światowej pełnił służbę w watykańskiej Kongregacji dla Nadzwyczajnych Spraw Kościelnych. 21 marca 1964 roku ustanowiony przez Pawła VI stałym obserwatorem Stolicy Apostolskiej przy Organizacji Narodów Zjednoczonych. Jako nuncjusz apostolski działał między innymi na rzecz pokoju na Bliskim Wschodzie. W czasie wojny sześciodniowej zaapelował do państw członkowskich ONZ o wprowadzenie międzynarodowej kontroli nad Jerozolimą. Autor książek opisujących historię Kościoła katolickiego w latach 30 i 40 XX wieku. W 1978 roku wydał powieść z gatunku political fiction, pod tytułem Requiem dla szpiega, opartą częściowo na doświadczeniach zebranych w służbie watykańskiej dyplomacji.